# Sunoco
A Sunoco é uma empresa petrolífera e petroquímica com sede em Newtown Square, no estado da Pensilvânia nos Estados Unidos, foi fundada em 1886 como Sun Company Inc., em 1920 passou a se chamar Sun Oil Co, o nome atual foi adotado em 1998.